# Bernie Siegel
Bernie Siegel (* 14. října 1932 Brooklyn, New York, USA) je americký spisovatel, někdejší dětský chirurg. Ve svých dílech se zaměřuje na vztah mezi pacientem a procesem léčení. Nejvíce jej proslavila jeho kniha Láska, medicína a zázraky.
Studoval nejprve na Colgate University a později na Weill Cornell Medical College v New Yorku. Během své medicínské praxe se snažil zkoumat, jak duševní rozpoložení pacientů ovlivňuje jejich imunitní systém a léčbu.
Medicíně a dětské chirurgii se věnoval do roku 1989. Se svou ženou žije v Connecticutu, mají pět dospělých dětí.
| „               | Život má 100% úmrtnost. Provedl jsem výzkum a nerad vám to říkám, ale zemře každý – milenci, běžci pro zdraví, vegetariáni i nekuřáci. Říkám vám to, aby ti z vás, kteří chodí běhat v pět hodin ráno a jedí zeleninu, si občas přispali a dali si kopeček zmrzliny. | “ |
| — Bernie Siegel | |   |

## Dílo
- 365 receptů pro duši, Pragma 2010
- Láska, medicína a zázraky, Pragma 2012
- Mír, láska a uzdravení, Pragma 2012
- Kniha zázraků, Pragma 2012